# José Romei
José Romei, né le 19 mars 1926 et mort en 2005, était un arbitre paraguayen de football, qui arrêta sa carrière en 1976.

## Carrière
Il a officié dans des compétitions majeures : 
- Coupe intercontinentale 1972 (match retour)
- Copa Libertadores 1973 (finale sur terrain neutre)